# エスタフバーン郡
エスタフバーン郡（ペルシア語: شهرستان استهبان）とは、イランのファールス州の郡である。郡中心市はエスタフバーン。
2016年当時の人口は68,850人、20,890世帯。